# Megalopta aegis
Megalopta aegis är en biart som först beskrevs av Joseph Vachal 1904.  Megalopta aegis ingår i släktet Megalopta och familjen vägbin. Inga underarter finns listade i Catalogue of Life.